# 7905 Juzoitami
7905 Juzoitami è un asteroide della fascia principale. Scoperto nel 1997, presenta un'orbita caratterizzata da un semiasse maggiore pari a 3,1120539 UA e da un'eccentricità di 0,0880540, inclinata di 12,21871° rispetto all'eclittica.